# Nangarhar
Nangarhar (paszto: ننګرهار) – jest jedną z 34 prowincji Afganistanu. Położona na wschodzie kraju graniczy z Pakistanem. Stolica w Dżalalabadzie. Według danych z 2021 roku, zamieszkiwana przez prawie 1,74 mln mieszkańców. Południowa i wschodnia granica prowincji stanowi równocześnie granicę państwową z Pakistanem i poprowadzona jest wzdłuż Linii Duranda. Zarówno po jednej jak i po drugiej stronie granicy rozciągają się pasztuńskie terytoria plemienne.

## Warunki przyrodnicze
Z prowincji pochodzi 95% afganskiej produkcji mleczka opiumowego.

## Dystrykty

Powiaty prowincji Nangarhar

- Achin
- Bati Kot
- Bihsud
- Chaparhar
- Dara-I-Nur
- Dih Bala
- Dur Baba
- Goshta
- Hisarak
- Jalalabad
- Kama
- Khogyani
- Kot
- Kuz Kunar
- Lal Pur
- Muhmand Dara
- Nazyan
- Pachir Wa Agam
- Rodat
- Sherzad
- Shinwar
- Surkh Rod
- Goshtah